# János Selye-Universiteit
De János Selye-Universiteit (Hongaars: Selye János Egyetem, Slowaaks: Univerzita J. Selyeho) is een in 2004 opgerichte Universiteit in de Slowaakse stad Komárno. De Universiteit is de enige Hongaarstalige Universiteit in Slowakije.
De Universiteit is genoemd naar de Hongaars-Canadese geleerde János Selye (Hans Selye). In de eerste jaren van haar bestaan had de Universiteit 10.000 studenten. In de afgelopen jaren was dit aantal slechts 2000.

## Faculteiten
De Universiteit heeft drie faculteiten:
- Economie en Informatica
- Pedagogiek
- Theologie

De laatstgenoemde faculteit leidt de dominees van de Slowaakse Christelijk Gereformeerde Kerk op.

## Galerij

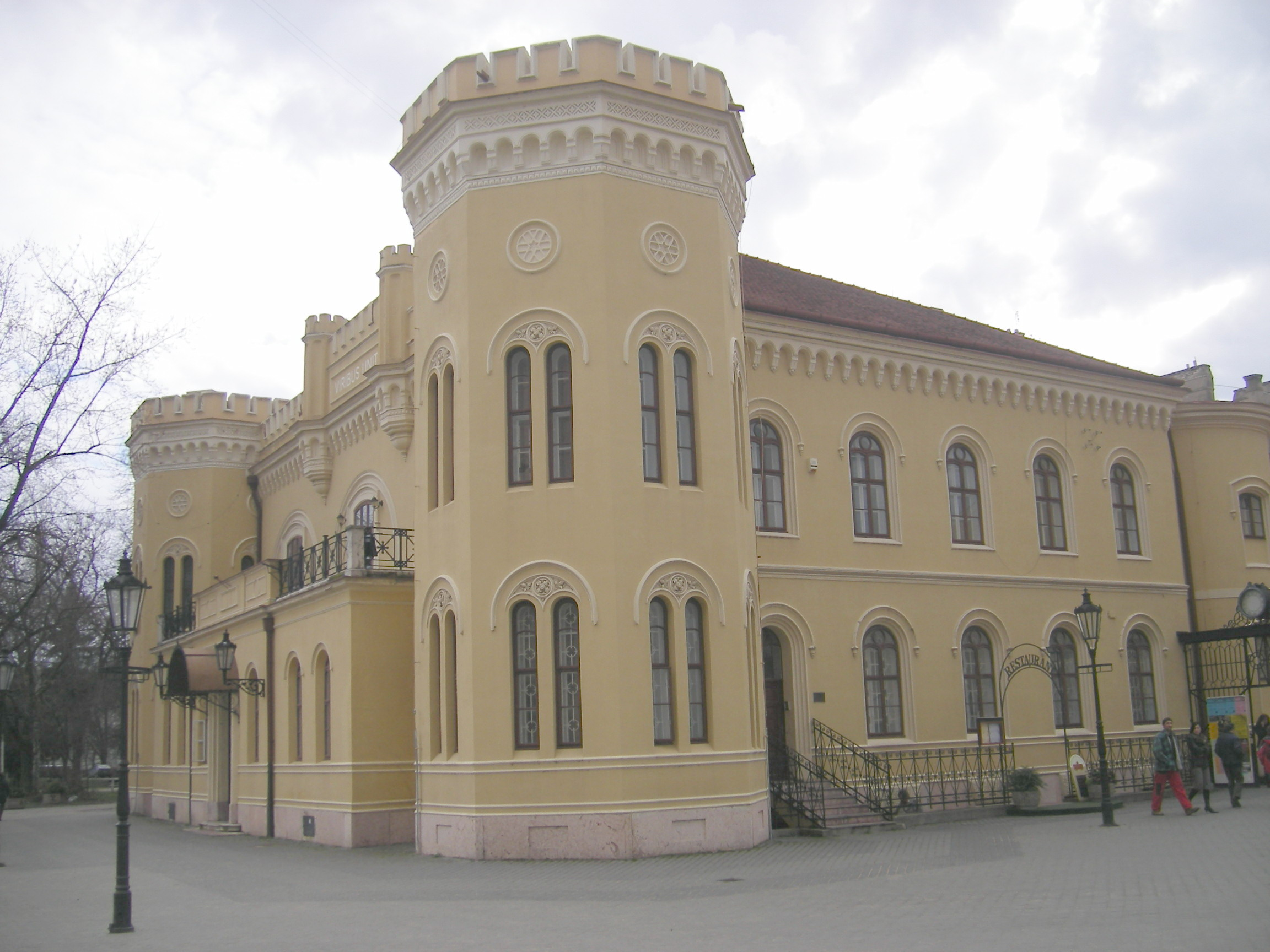
János Selye Universiteit
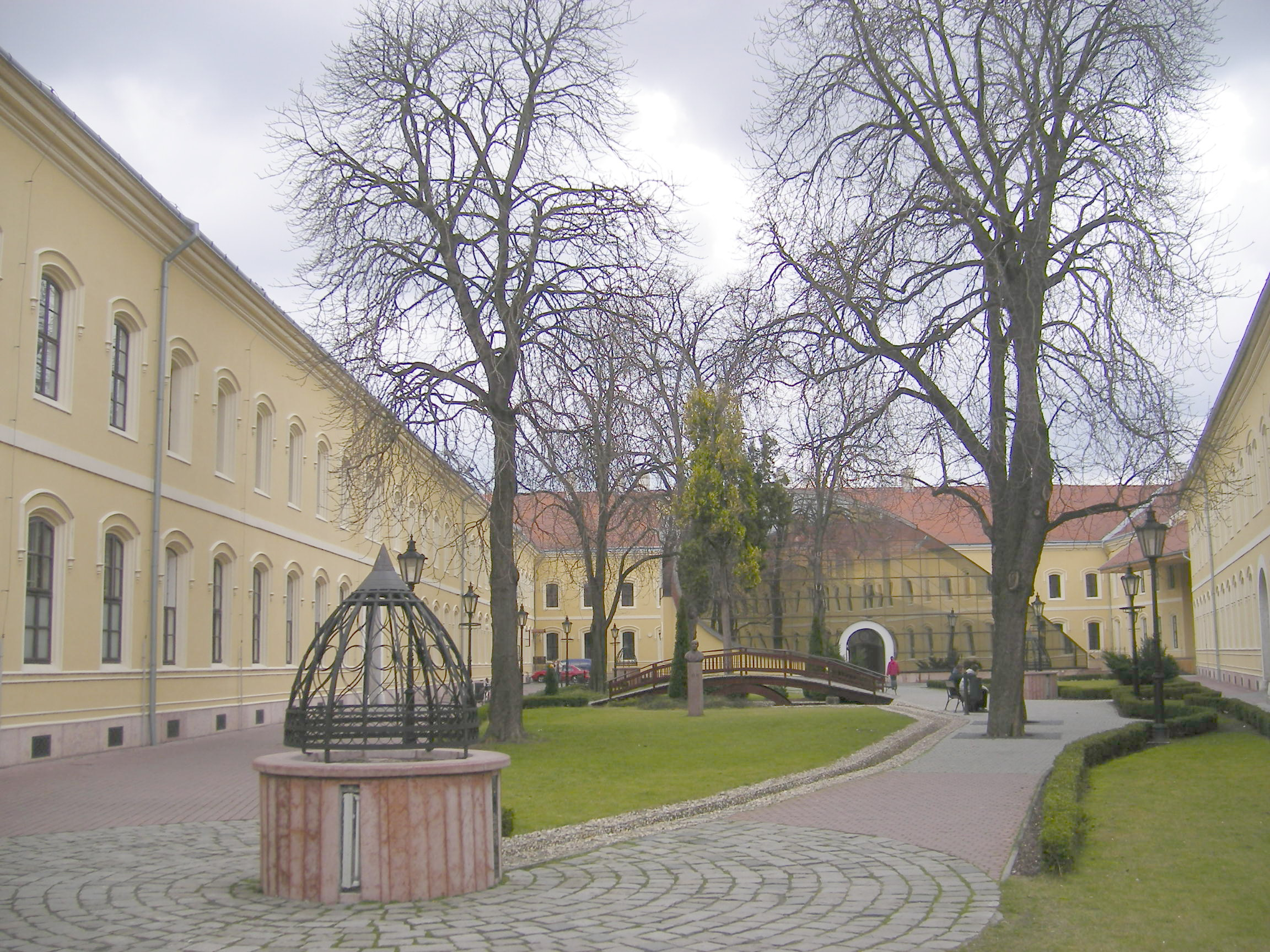
J. Selye Universiteit
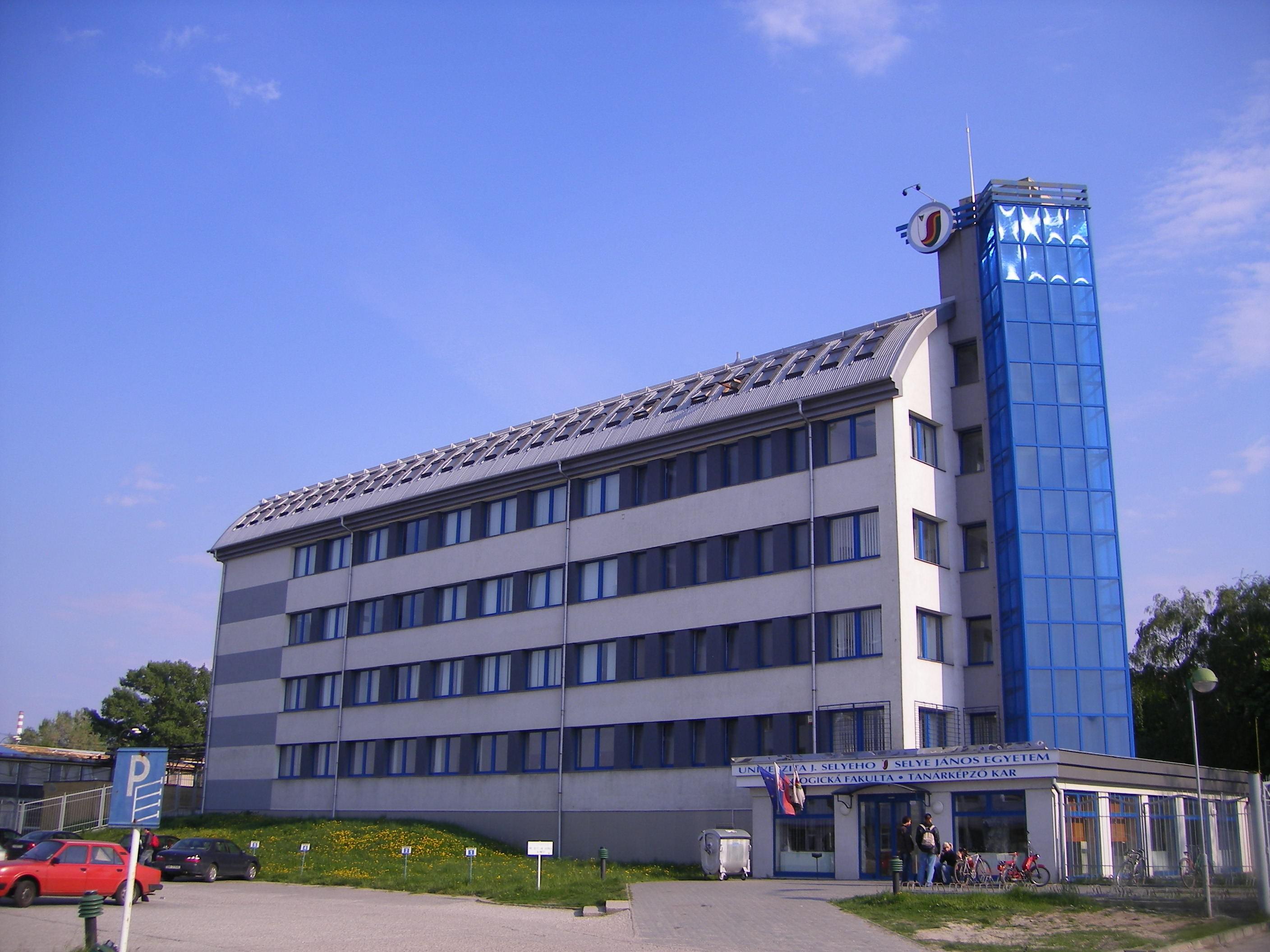
Faculteit Pedagogie
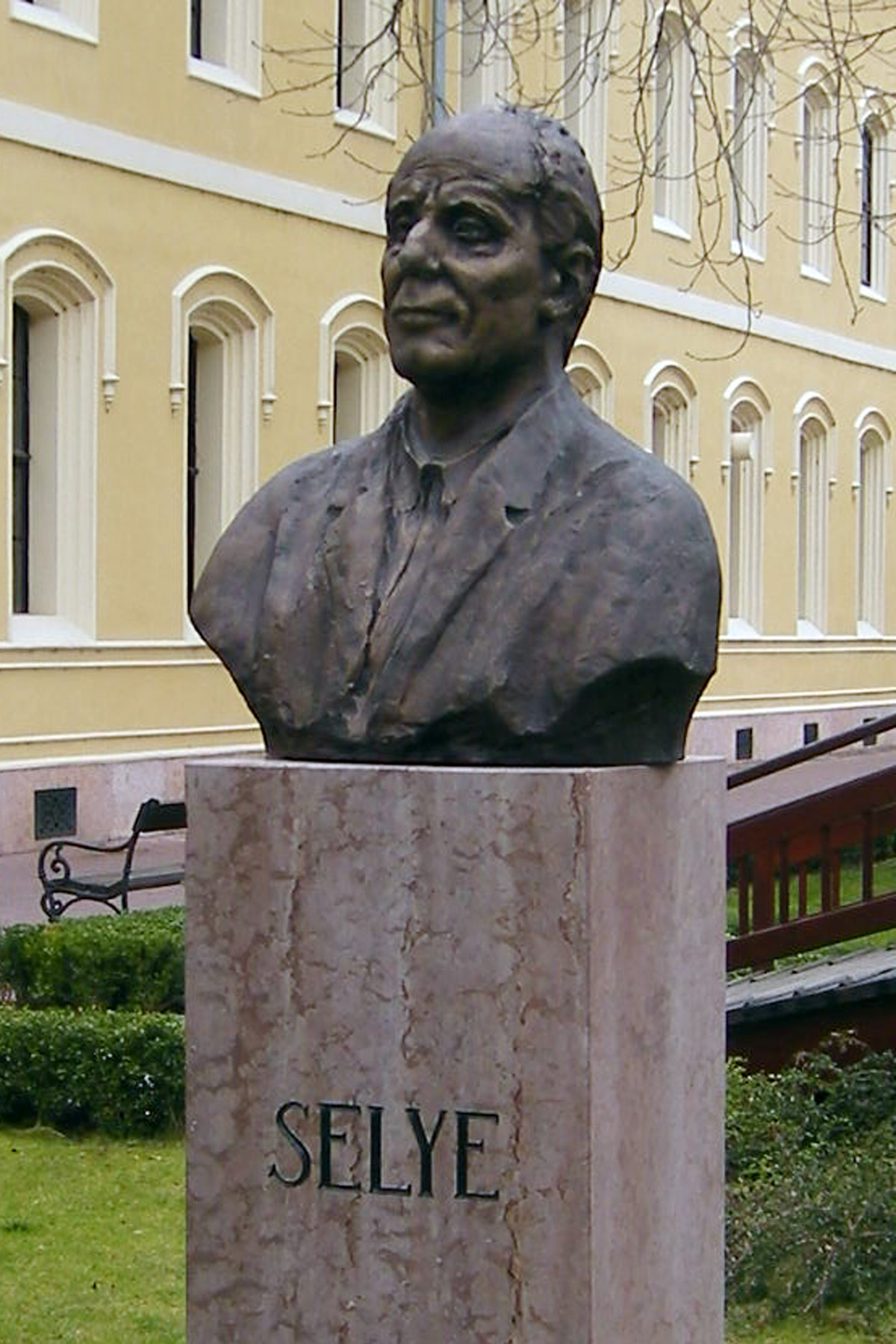
Buste van János Selye